# Discomorpha santaremi
Discomorpha santaremi es una especie de insecto coleóptero de la familia Chrysomelidae.
Fue descrita científicamente en 1996 por Borowiec & Dabrowska.